# Kurta

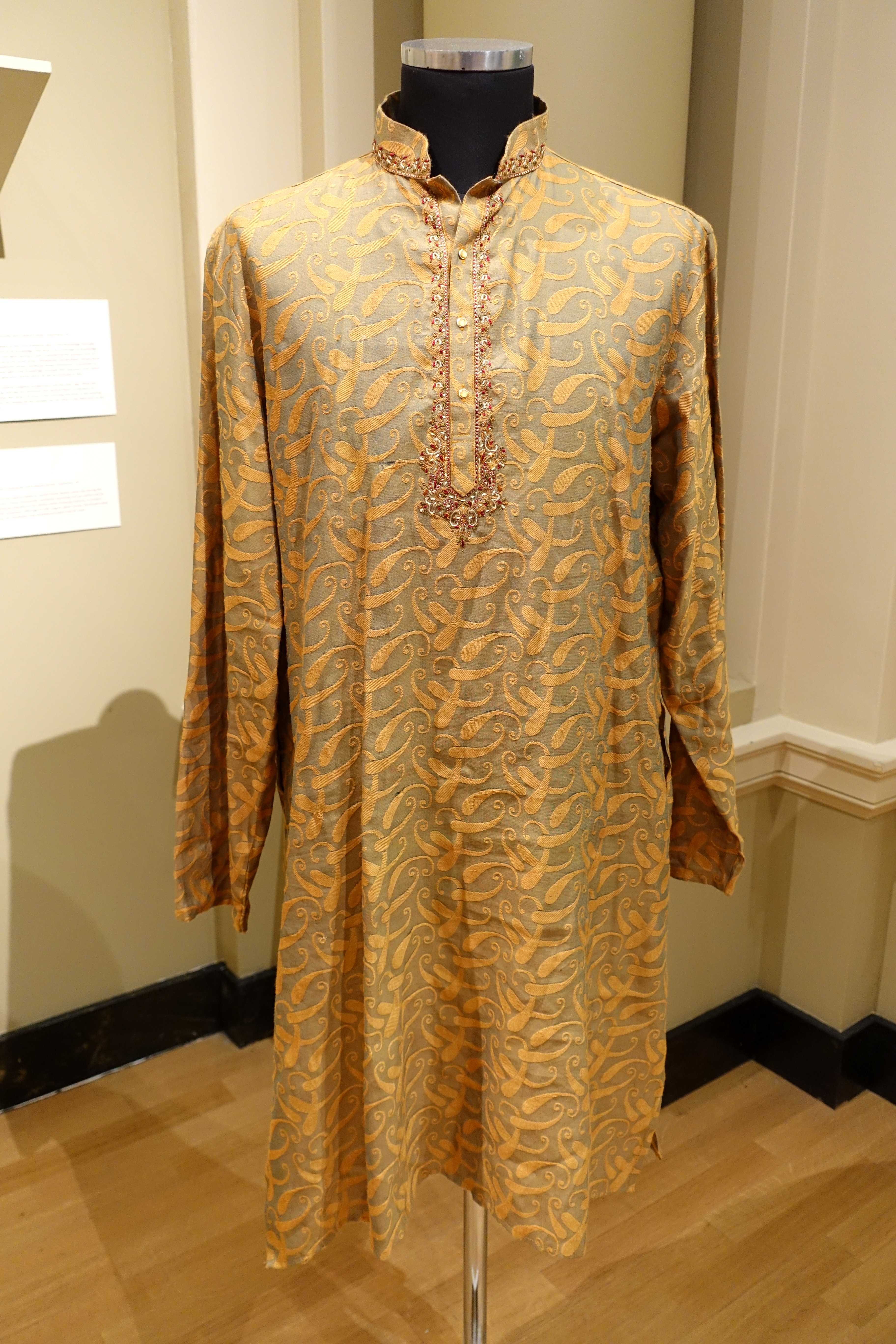
Goudkleurige kurta uit de 20e eeuw

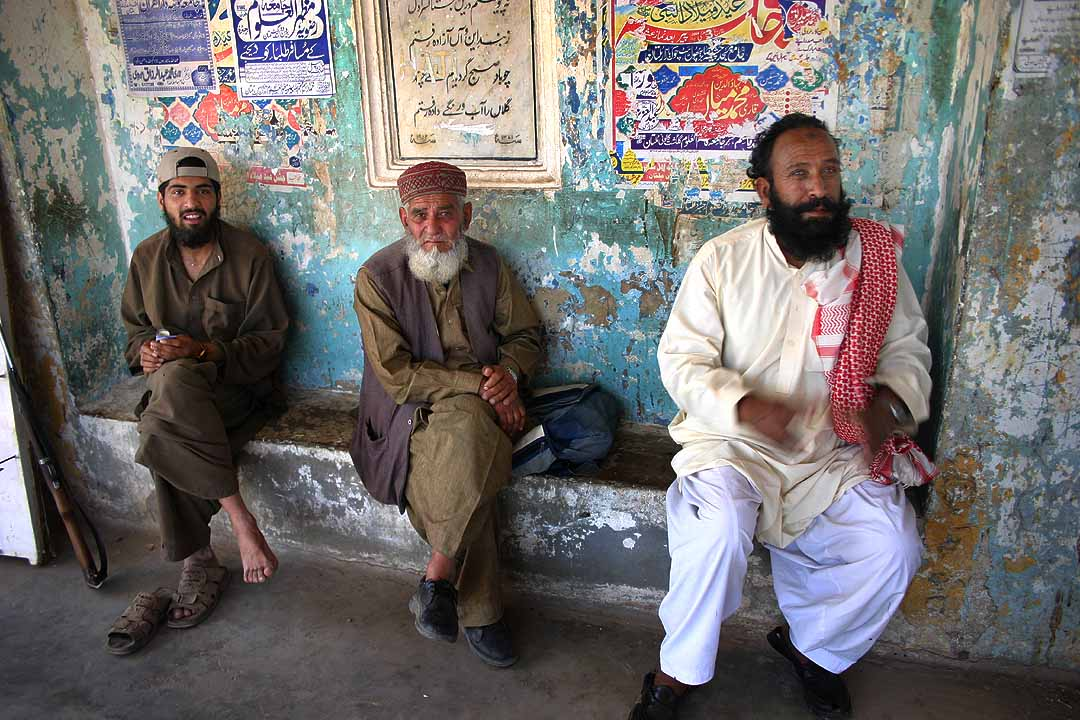
Drie mannen die een kurta dragen in Pakistan

Een kurta (Hindoestani: कुरता, کرته) is een lang overhemd dat vooral wordt gedragen in Zuid-Azië, het komt ook voor in Centraal-Azië en de diaspora in het Caraïbisch gebied. 
Het zijn losse overhemden bij voorkeur van khadi want dat is comfortabel in het tropische klimaat. Daaronder dragen ze een pajama. Een pajama is een broek met een laag kruis. Hiervan is de pyjama afgeleid.
In Zuid-India dragen de mannen er soms nog een vest overheen, baxan genaamd.